# Psammina simplex
Psammina simplex är en svampart som beskrevs av Earl.-Benn. & D. Hawksw. 1999. Psammina simplex ingår i släktet Psammina, divisionen sporsäcksvampar och riket svampar.   Inga underarter finns listade i Catalogue of Life.